# Teleskop Samuela Oschina
Teleskop Samuela Oschina – jeden z teleskopów wykorzystywanych w Obserwatorium Mount Palomar. Jest to teleskop typu Schmidta o średnicy zwierciadła 121,9 cm (48 cali).
Budowę rozpoczęto w 1938, a ukończono w 1948 roku. W 1987 teleskop został nazwany na cześć amerykańskiego filantropa Samuela Oschina, który był jednym ze sponsorów Obserwatorium Mount Palomar.
W chwili obecnej teleskop wyposażony jest w zestaw 112 matryc CCD, które rejestrują obraz ze zwierciadła pokrywając cały obszar pola widzenia obejmujący 4° na 4° oraz w pełni zautomatyzowany system sterowania.
Teleskop Samuela Oschina wykorzystywany jest głównie do regularnych przeglądów nieba. Za jego pomocą wykonano m.in. takie przeglądy nieba jak: Palomar Observatory Sky Survey czy Near Earth Asteroid Tracking.

## Najważniejsze odkrycia
Teleskop ten przyczynił się znacząco do poszerzenia wiedzy o naszym Układzie Słonecznym, za jego pomocą zostały odkryte m.in.:
- (90377) Sedna (2003-11-14) – pierwszy duży obiekt odkryty poza orbitą Neptuna od czasu odkrycia Plutona
- (136199) Eris (odkryta 2005-01-05 na zdjęciach zrobionych 2003-10-21) – obiekt, który początkowo wydawał się być większy od Plutona i wywołał dyskusję na temat definicji terminu planeta, w wyniku której powstała definicja planety karłowatej.
- SN 2002cx (maj 2002) – supernowa typu Ia
- (90482) Orkus (2004) – duża planetoida transneptunowa
- (50000) Quaoar (2002) – duża planetoida transneptunowa
- (225088) Gonggong (2007) – duża planetoida transneptunowa, która prawdopodobnie zostanie uznana za planetę karłowatą